# 源顕基
源 顕基（みなもと の あきもと）は、平安時代中期の公卿。醍醐源氏高明流、権大納言・源俊賢の子。官位は従三位・権中納言。後一条天皇の側近として仕えた。

## 経歴
三条朝初頭の寛弘8年（1011年）従五位下に叙爵し、長和2年（1013年）侍従次いで右兵衛佐に任官する。長和2年（1013年）に左大臣・藤原道長が賀茂社に詣でた際にはこれに参じている。長和3年（1014年）左近衛少将に任ぜられると、長和4年（1015年）従五位上、長和5年（1016年）正五位下、寛仁2年（1018年）従四位下と近衛少将を務めながら昇進を重ねた。治安3年（1023年）従四位上・右近衛権中将に叙任されるとともに、後一条天皇の蔵人頭となり、翌万寿元年（1024年）正四位下に叙せられる。
この間の治安4年（1024年）顕基の従者が左兵衛佐・源資通の従者と闘乱を起こしたため勘事に処される。また、長元元年（1028年）には顕基の従者が盗人に射殺されている。
長元2年（1029年）従三位・参議に叙任され公卿に列す。参議昇進後も引き続き近衛中将を務め周防権守・伊予権守と地方官も兼帯した。長元8年（1035年）権中納言に至る。しかし、翌長元9年（1036年）4月に後一条天皇が29歳で崩御すると、天皇の側近であった顕基は「忠臣二君に仕えず」として出家してしまった。
後冷泉朝の永承2年（1047年）9月3日薨去。享年48。

## 逸話
風流貴公子であったと伝わり、多くの説話が残っている。日頃より「咎なくて流罪とせられて、配所にて月を見ばや」（無実の罪で流罪となり、配所で月を見たいものだ）と語っていたという（『江談抄』）

## 官歴
『公卿補任』による。
- 寛弘8年（1011年） 10月16日：従五位下に叙爵（氏）
- 長和2年（1013年） 正月24日：侍従。10月23日：右兵衛佐
- 長和3年（1014年） 3月3日：左近衛少将
- 長和4年（1015年） 正月7日：従五位上（少将労）。2月18日：兼備前介
- 長和5年（1016年） 正月6日：正五位下（皇太后宮御給）
- 寛仁2年（1018年） 正月5日：従四位下（少将労）
- 寛仁4年（1020年） 正月：兼播磨介
- 治安元年（1021年） 3月8日：兼周防権介
- 治安3年（1023年） 正月6日：従四位上（少将労）。2月12日：右近衛権中将。12月15日：蔵人頭（頭中将）
- 万寿元年（1024年） 9月19日：正四位下（父卿中宮大夫賞譲之）
- 万寿3年（1026年） 10月26日：左近衛中将
- 万寿4年（1027年） 6月13日：服解（父）。7月：復任
- 長元2年（1029年） 正月24日：参議、中将如元、兼周防権守。12月20日：従三位（八幡加茂行幸行事賞）
- 長元8年（1035年） 正月30日：兼伊予権守。8月：服解（母か）。10月：復任。10月14日：権中納言
- 長元9年（1036年） 4月22日：出家
- 永承2年（1047年） 9月3日：薨去

## 系譜
- 父：源俊賢
- 母：中納言の君 - 藤原忠君（忠尹）の娘
- 妻：藤原実成の次女（?-1025）
  - 長男：源資綱（1020-1082）
- 妻：藤原行成の長女
- 生母不明の子女
  - 男子：源俊長
  - 男子：源俊相